# Čempion mira
Čempion mira (Чемпион мира) è un film del 1954 diretto da Vladimir Ivanovič Gončukov.